# Vamuna alboluteola
Vamuna alboluteola is een vlinder uit de familie van de spinneruilen (Erebidae). De wetenschappelijke naam van deze soort is voor het eerst voorgesteld als Agylla alboluteola door Lionel Walter Rothschild in een publicatie uit 1912.
De soort komt voor in India.